# Cellule 114
Cellule 114 est un roman autobiographique français de Charles Spitz paru en 1978. Pendant la Deuxième Guerre mondiale, l'auteur, fait partie d'un groupe de renseignement de la Résistance, Liberté, dans la région lyonnaise. Le 19 novembre 1943, il est arrêté par la Gestapo et enfermé dans la cellule 114 de la Prison Montluc à Lyon. Il raconte sa torture par la Gestapo, sa déportation dans le camp de Buchenwald au cœur de l'Allemagne, le 27 janvier 1944, où il prendra le numéro de matricule 44762, puis son transfert dans celui de Dora le 13 mars 1944. Il restera dans ce dernier camp de concentration jusqu'à l'arrivée des troupes britanniques, le 15 avril 1945.

## Résumé
Le récit raconte l'inhumanité qui régnait au sein des camps, imposée par la brutalité des gardiens SS et par le manque de nourriture poussant certains groupes de détenus, principalement des condamnés de droit commun polonais, russes et allemands, à voler aux autres détenus leurs maigres rations alimentaires. Il montre aussi que des gestes de solidarité entre prisonniers permettent à certains d'échapper au désespoir et à la mort. Enfin, l'auteur expose les difficultés qu'il a éprouvé pour se réadapter à une vie "normale", après de longs mois de camps.